# Winarni Binti Slamet
Winarni Binti Slamet (Semarang, 19 dicembre 1975) è un'ex sollevatrice indonesiana medagliata olimpica e campionessa mondiale che ha gareggiato nelle categorie dei pesi gallo (fino a 50 kg.) e dei pesi piuma (fino a 53 kg.).

## Carriera
Nel 1997 Winarni Binti Slamet vinse la medaglia d'oro nella categoria dei pesi gallo ai Campionati mondiali di Chiang Mai con 185 kg. nel totale, stesso risultato della bulgara Izabela Rifatova-Dragneva, la quale venne classificata al 2º posto a causa del suo peso corporeo leggermente superiore a quello dell'indonesiana.
Dopo essere passata alla categoria superiore dei pesi piuma, Slamet ottenne la medaglia d'argento ai Campionati mondiali di Atene 1999 con 202,5 kg. nel totale, alle spalle della taiwanese di origine cinese Li Feng-ying (215 kg.).
L'anno successivo Slamet prese parte alle Olimpiadi di Sydney 2000, dove il sollevamento pesi femminile faceva il suo esordio olimpico, vincendo la medaglia di bronzo con 202,5 kg. nel totale, dietro alla cinese Yang Xia (225 kg.) e a Li Feng-ying (212,5 kg.).